# Élections législatives de 2024 dans le Territoire du Nord
Ne doit pas être confondu avec Élections législatives de 2024 dans le Nord.
Les Élections législatives de 2024 dans le Territoire du Nord ont lieu le 24 août 2024 afin de renouveler les 25 sièges de l'Assemblée législative de ce territoire australien.
Le scrutin voit la victoire écrasante du Parti rural libéral sur le Travailliste de la Ministre en chef sortante Eva Lawler. Il s'agit du pire résultat électoral du parti travailliste depuis son accession à l'assemblée législative en 1977, et la plus importante défaite pour un gouvernement sortant de l'histoire du territoire. 
Forte de la victoire de son parti, la dirigeante rurale libérale Lia Finocchiaro devient ministre en chef.

## Contexte
Les élections législatives d'août 2020 sont remportées de justesse par le Parti travailliste mené par le Ministre en chef Michael Gunner, au pouvoir depuis l'alternance provoquée quatre ans plus tôt. Malgré un important recul, les travaillistes se maintiennent en première place, et obtiennent 14 sièges sur 25, contre 8 au Parti rural libéral mené par Lia Finocchiaro, et 1 siège à l'Alliance territoriale de Terry Mills.
Le nouveau gouvernement Gunner prête serment le 8 septembre 2020. Le 10 mai 2022, cependant, Michael Gunner annonce son désir de se retirer de la vie politique, le ministre en chef souhaitant se consacrer à sa famille après la naissance récente de son second enfant. Sa décision intervient deux ans après un infarctus du myocarde courant janvier 2020, qui l'avait amené à subir une opération peu après,. Effective trois jours plus tard, sa démission de la tête de l’exécutif est suivie de celle de son mandat de député le 27 juillet suivant. La partielle organisée dans sa circonscription de Fannie Bay permet néanmoins au Parti travailliste de maintenir sa majorité avec la victoire de Brent Potter, malgré un nouveau recul,.
Élue sans opposition à la tête du Parti travailliste, Natasha Fyles remplace Gunner au poste de Ministre en chef, mais subit une vive polémique l'année suivante. Celle-ci avait en effet omise de déclarer qu'elle détenait des parts dans la société South32, qui possède notamment une mine de manganèse à Groote Eylandt. Ce manque de transparence est aggravé par la décision de Fyles plus tôt dans l'année de ne pas enquêter sur les risques pour la santé des activités de la mine, provoquant des accusations de conflit d'intérêts,. Le scandale amène Fyles à démissionner le 19 décembre 2023. Élue sans opposition à la tête du parti le lendemain, la ministre de l'environnement et des ressources naturelles, Eva Lawler, la remplace le 21 décembre.
Lia Finocchiaro s'étant quant à elle maintenue à la tête du Parti rural libéral, les élections de 2024 voient par conséquent s'opposer pour la première fois un gouvernement sortant et une opposition officielle dirigés tous deux par des femmes.

## Système électoral

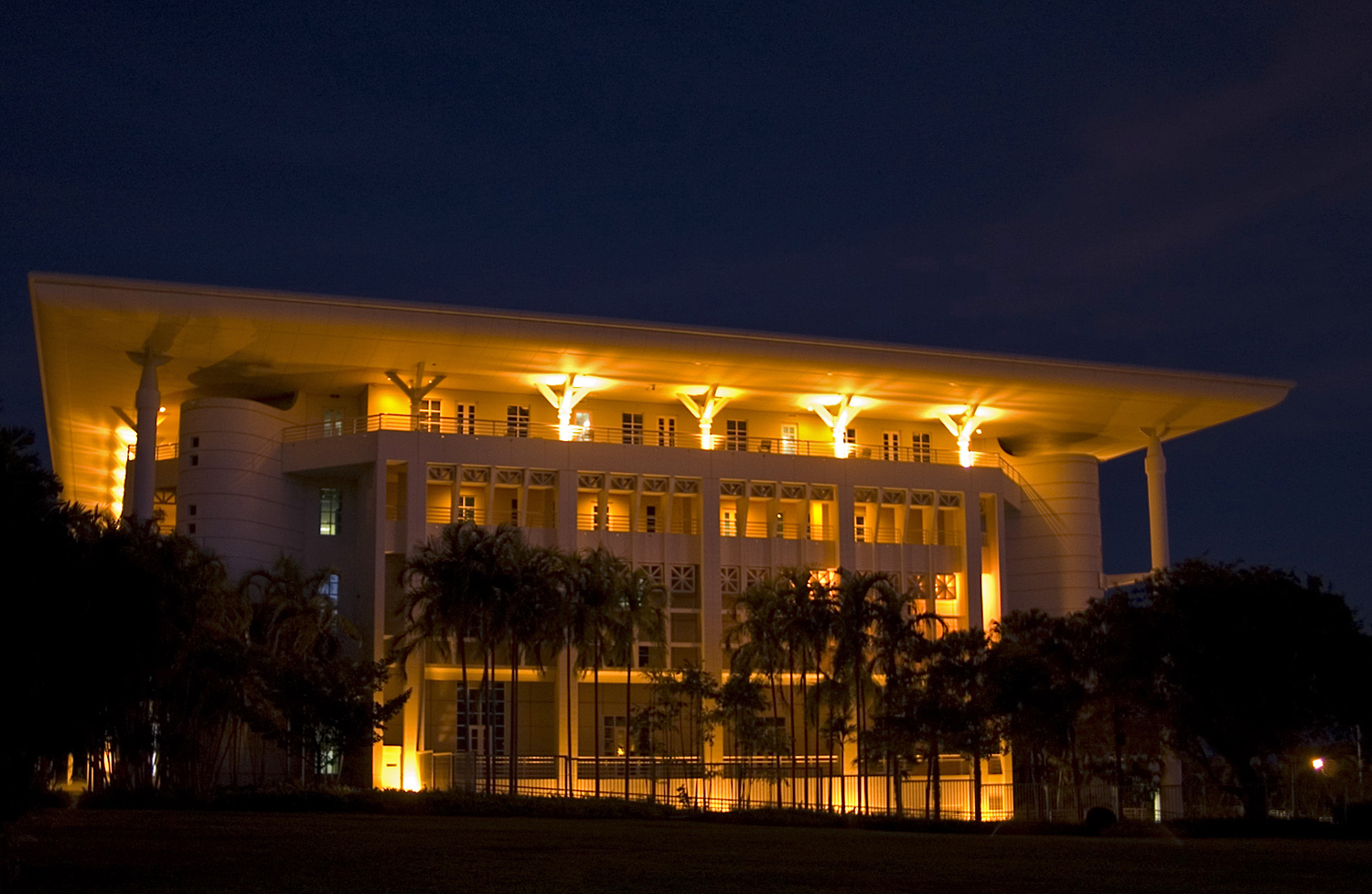
Le bâtiment de l'assemblée à Darwin.

L'Assemblée législative du Territoire du Nord est un parlement unicaméral doté de 25 sièges pourvus pour quatre ans au vote à second tour instantané dans autant de circonscription électorale. Le vote alternatif est utilisé sous sa forme intégrale : les électeurs classent l'intégralité des candidats par ordre de préférences en écrivant un chiffre à côté de chacun de leurs noms sur le bulletin de vote, 1 étant la première préférence. Au moment du dépouillement, les premières préférences sont d'abord comptées puis, si aucun candidat n'a réuni plus de la moitié des suffrages dans la circonscription, le candidat arrivé dernier est éliminé et ses secondes préférences attribuées aux candidats restants. L'opération est renouvelée jusqu'à ce qu'un candidat atteigne la majorité absolue. Les élections de 2020 marquent le retour de cette forme intégrale, qui avait été assouplie pour celles de 2016 à une forme optionnelle où les électeurs pouvaient ne choisir qu'un seul candidat sans ajouter d'autres préférences. La loi électorale est cependant modifiée en avril 2019 afin de revenir à la version précédente.

## Forces en présences
| Parti Nom en anglais | Parti Nom en anglais                            | Idéologie                                                  | Chef de file    | Résultat en 2020            |
| -------------------- | ----------------------------------------------- | ---------------------------------------------------------- | --------------- | --------------------------- |
|                      | Parti travailliste Labor Party (Labor)          | Centre gauche Social-démocratie, progressisme              | Eva Lawler      | 39,43 % des voix 14 députés |
|                      | Parti rural libéral Country Liberal Party (CLP) | Centre droit Libéral-conservatisme, libéralisme économique | Lia Finocchiaro | 31,34 % des voix 8 députés  |
|                      | Alliance territoriale Territory Alliance (A)    | Centre Régionalisme                                        | Terry Mills     | 12,90 % des voix 1 députés  |

## Sondages
| Date                | Institut            | Labor  | CLP    | Ind. | Verts  | SFF   | AJP   |
| ------------------- | ------------------- | ------ | ------ | ---- | ------ | ----- | ----- |
| Date                | Institut            |        |        |      |        |       |       |
| mai 2024            | Freshwater Strategy | 29 %   | 39 %   | 22 % | 9 %    | —     | —     |
| 16-18 novembre 2023 | Redbridge           | 19,7 % | 40,6 % | 14 % | 13,1 % | 9,4 % | 2,4 % |

## Résultats

Résultats par circonscriptions

|                           |                           |                |       |       |        |               |
| Partis                    | Partis                    | Premières voix | %     | +/-   | Sièges | +/-           |
|                           | Parti rural libéral       | 49 738         | 48,89 | 17,55 | 17     | 9             |
|                           | Parti travailliste        | 29 292         | 28,79 | 10,64 | 4      | 10            |
|                           | Verts                     | 8 272          | 8,13  | 3,77  | 1      | 1             |
|                           | Indépendants              | 14 439         | 14,19 | 3,45  | 3      | 1             |
|                           |                           |                |       |       |        |               |
| Votes valides             | Votes valides             | 101 741        | 96,99 |       |        |               |
| Votes blancs et invalides | Votes blancs et invalides | 3 160          | 3,01  |       |        |               |
| Total                     | Total                     | 104 901        | 100   | –     | 25     | en stagnation |
| Abstentions               | Abstentions               | 48 347         | 31,55 |       |        |               |
| Inscrits / participation  | Inscrits / participation  | 153 248        | 68,45 |       |        |               |

## Analyse et conséquences
Avec près de 49 % des voix et 17 sièges sur 25, les élections sont une victoire écrasante pour le Parti rural libéral mené par Lia Finocchiaro, qui obtient ses meilleurs résultats depuis 2012,. 
A l'inverse, le Travailliste de la Ministre en chef sortante Eva Lawler subit son pire résultat électoral depuis son accession à l'assemblée législative en 1977. En passant de 14 à 4 sièges, il se voit confronté à la plus importante défaite pour un gouvernement sortant de l'histoire du territoire. 
Bien qu'arrivé loin derrière en troisième place, les Verts obtiennent pour la première fois un siège dans le territoire,.
Les élections sont remarquées en raison de l'affrontement entre un parti au pouvoir et un principal parti d'opposition tous deux dirigés par des femmes, toutes deux originaires de Palmerston, une première dans l'histoire du territoire. Lia Finocchiaro prête serment en tant que Ministre en chef le 28 août 2024.